# Weberbauera smithii
Weberbauera smithii är en korsblommig växtart som beskrevs av Al-shehbaz. Weberbauera smithii ingår i släktet Weberbauera och familjen korsblommiga växter. Inga underarter finns listade i Catalogue of Life.